# Amt Hagenow-Land
Das Amt Hagenow-Land ist ein Amt mit 19 Mitgliedsgemeinden, die sich um die Stadt Hagenow gruppieren. Der Amtssitz Hagenow ist selbst nicht amtsangehörig. Das Amt liegt in der westlichen Hälfte des Landkreises Ludwigslust-Parchim.
Das jetzige Amt entstand zunächst als Verwaltungsgemeinschaft, deren Gründungsvertrag am 26. September 1991 von den Bürgermeistern der beteiligten Gemeinden unterzeichnet wurde. Daraus wurde durch die Erste Landesverordnung zur Bildung von Ämtern und zur Bestimmung der amtsfreien Gemeinden vom 25. März 1992 das Amt Hagenow-Land.
Zum 26. Mai 2019 schlossen sich Setzin und Toddin zur neuen Gemeinde Toddin zusammen.

## Geografie und Verkehr
Der Amtsbereich liegt 10 bis 35 Kilometer südwestlich der Landeshauptstadt Schwerin und umschließt Gebiete in einem Umkreis von ca. sieben bis zwölf Kilometern um die Stadt Hagenow herum. 
Im Straßenverkehr wird das Amt von den Fernstraßen A 24, der B 5 und der B 321 nach Schwerin erschlossen. 
Zum Eisenbahnnetz besteht Zugang über die Bahnhöfe Hagenow Land, Hagenow Stadt, Pritzier, Kirch Jesar und Alt Zachun auf die Bahnstrecken Berlin–Hamburg, Hamburg–Hagenow-Schwerin und Hagenow–Zarrentin, die mit der Deutschen Bahn und der Ostdeutschen Eisenbahn im Regionalverkehr direkte Verbindungen nach Hamburg, Neustrelitz, Schwerin und Rostock bieten. 

## Die Gemeinden mit ihren Ortsteilen
- Alt Zachun mit dem Wohnplatz Zachun Bahnhof
- Bandenitz mit Besendorf und Radelübbe und dem Wohnplatz Sandkrug
- Belsch mit Ramm sowie den Wohnplätzen Hufe Ost und Hufe West
- Bobzin
- Bresegard bei Picher
- Gammelin mit Bakendorf und Bakendorf Siedlung
- Groß Krams
- Hoort mit Neu Zachun
- Hülseburg mit Presek sowie den Wohnplätzen Vortsahl und Presek Ausbau
- Kirch Jesar mit Neu Klüß und den Wohnplätzen Kirch Jesar Ausbau, Kirch Jesar Bahnhof, Texas und Klüßer Mühle
- Kuhstorf mit Jammer und den Wohnplätzen Eichhof und Kuhstorf Ausbau
- Moraas
- Pätow-Steegen mit Pätow und Steegen
- Picher mit Jasnitz sowie den Wohnplätzen Eichenhof, Kiwitt und Jasnitz Forsthof
- Pritzier mit Pritzier-Bahnhof und Schwechow
- Redefin mit Niels
- Strohkirchen
- Toddin mit Clausenheim, Gramnitz, Grünhof, Ruhetal, Schwaberow und Setzin sowie den Wohnplätzen Gramnitz Hof, Setzin Ausbau und Setzin Siedlung
- Warlitz mit Goldenitz und dem Wohnplatz Knebelstorf

## Dienstsiegel
Das Amt verfügt über kein amtlich genehmigtes Hoheitszeichen, weder Wappen noch Flagge. Als Dienstsiegel wird das kleine Landessiegel mit dem Wappenbild des Landesteils Mecklenburg geführt. Es zeigt einen hersehenden Stierkopf mit abgerissenem Halsfell und Krone und der Umschrift „AMT HAGENOW-LAND • LANDKREIS LUDWIGSLUST-PARCHIM“.